# Krakszle (okręg olicki)
Krakszle (lit. Krokšlys) − wieś na Litwie, zamieszkana przez 33 ludzi. Leży w gminie Koniawa w rejonie orańskim, w okręgu olickim.
W dwudziestoleciu międzywojennym miejscowość leżała w Polsce, w województwie wileńskim, w powiecie wileńsko-trockim, w gminie Orany. Po II wojnie światowej weszła w struktury ZSRR.
Zachodnią część Krakszli, po drugiej stronie rzeki Uły, stanowi dawniej samodzielna wieś Szumy o zupełnie odrębnej historii administracyjnej. Krakszle należały do guberni wileńskiej, a Szumy do guberni grodzieńskiej. Za II RP Szumy należały do gminy Berszty w powiecie grodzieńskim, w województwie białostockim..